# Malcoha frisat
El malcoha frisat (Lepidogrammus cumingi) és una espècie d'ocell de la família dels cucúlids (Cuculidae) que habita el sotabosc de la selva humida de Luzon, Marinduque i Catanduanes, a les Filipines. És l'única espècie del gènere Lepidogrammus segons el Handbook of the Birds of the World Alive (2017) però és inclòs al gènere a Dasylophus en altres classificacions.